# François-Jules Pictet de la Rive
Pour les articles homonymes, voir Pictet et Rive.
François-Jules Pictet de la Rive est un zoologiste et un paléontologue suisse, né le 27 septembre 1809 à Genève où il est mort le 15 mars 1872.

## Biographie
François-Jules est issu de la branche cadette du rameau cadet de la famille Pictet, qui reçut la bourgeoisie de Genève en 1474. Il est le fils du physicien amateur Jean-Pierre Pictet (1777-1857) et de Adélaïde-Andrienne Baraban. Son grand-père fut l'astronome amateur Jean-Louis Pictet (1739-1781).
Il obtient son baccalauréat de sciences à Genève en 1829 et continue durant quelque temps ses études à Paris où il suit les cours de Georges Cuvier (1769-1832), d’Henri-Marie Ducrotay de Blainville (1777-1850) et d’autres spécialistes d’histoire naturelle et d’anatomie comparée. À son retour à Genève, il se consacre à l'étude des phryganes et sa publication Recherches pour servir à l'histoire des phrygamides lui vaut le prix Davy de l'Académie de Genève qui fonde sa réputation d'entomologiste.
En juin 1834, François-Jules se marie avec Éléonore de la Rive, dont la famille originaire de Mondovi (Piémont), avait été reçue à la bourgeoisie de Genève en 1444 et avait fourni à la cité de nombreux magistrats, pasteurs et professeurs. De cette union naîtront cinq enfants : Édouard (1835-1879) futur entomologiste, Adélaïde (1836-1917), Alphonse (1838-1903) futur entomologiste, Henri (1841-1866) et Isabelle (1843-1869). Durant toute sa vie, Éléonore sera une collaboratrice précieuse pour François-Jules, l'accompagnant à ses congrès et lui faisant régulièrement office de secrétaire et de traductrice.

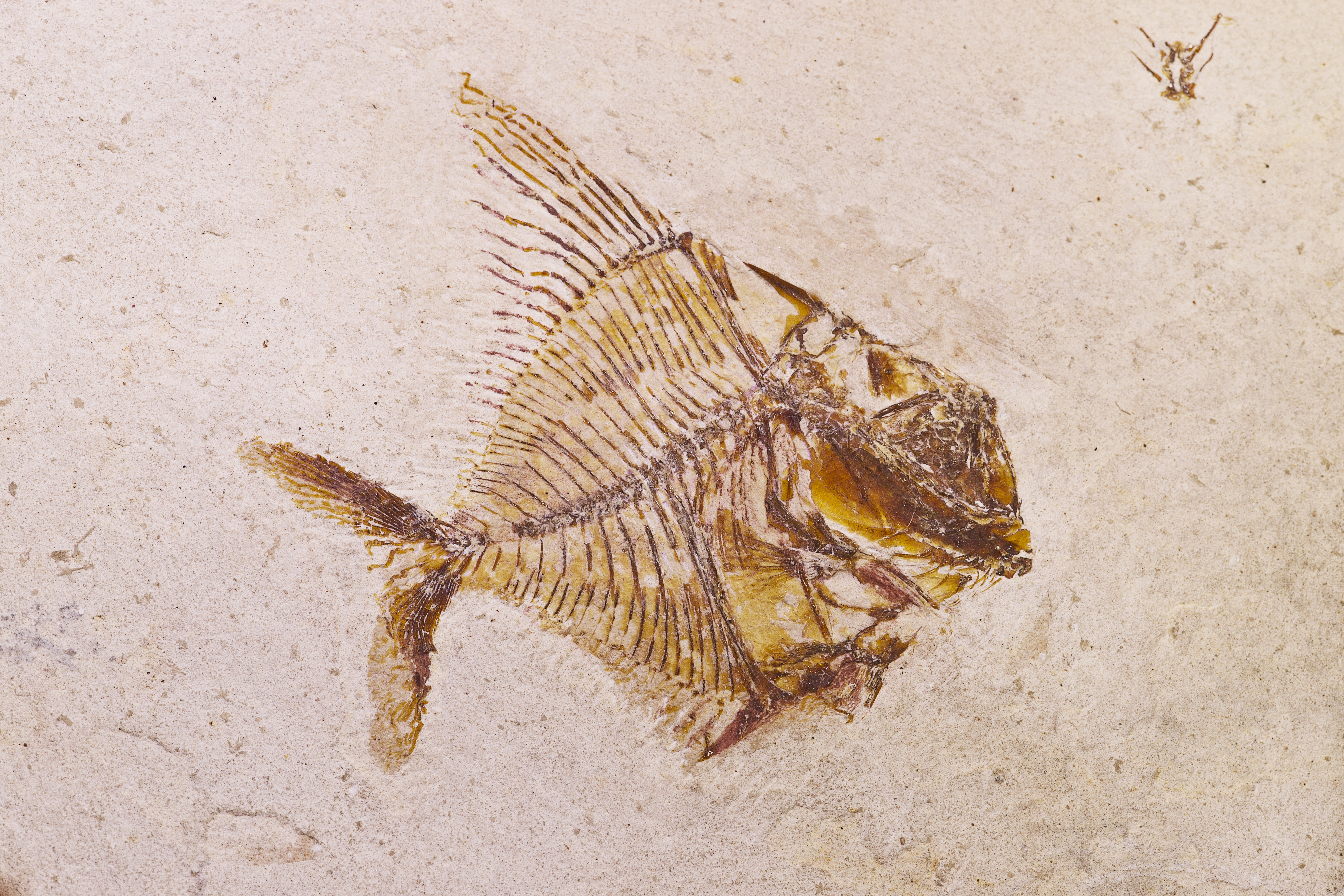
Aipichthys minor (Pictet 1850).

En 1835, Augustin Pyrame de Candolle renonce à la chaire de botanique et de zoologie de l'Académie de Genève. Alors que son fils Alphonse de Candolle lui succède pour l'enseignement de la botanique, c'est François-Jules qui reprend celui de la zoologie. Il enseigne également dans un premier temps l'anatomie comparée et la physiologie, mais en 1848, il restreint ses activités à certaines branches de la zoologie, la géologie et la paléontologie. Il devient recteur de l’Académie de 1847 à 1850 et de 1866 à 1868.
Ses activités académiques ne l'empêchent pas de consacrer une grande partie de son temps et de son énergie au Muséum d'histoire naturelle de Genève. Il crée pour le Muséum des collections paléontologiques et fait de nombreux dons et legs. C'est également à son instigation que des spécimens exotiques sont apportés du Mexique et de Ceylan, contribuant à mettre le Muséum au rang des grands musées d'Europe.
À côté de ses activités scientifiques et académique, il est élu membre du Conseil Représentatif actuel Grand Conseil de 1838 à 1850, puis de 1854 à 1856 et enfin de 1862 à 1872. Il en sera d'ailleurs président en 1863 et 1864. Il est également membre, en 1862, de l'Assemblée constituante du Canton de Genève, qu'il préside. Sur le plan fédéral, il est élu député de Genève au Conseil des Etats et siège au Conseil national de 1863 à 1869 où il prend part aux débats relatifs à la révision de la Constitution fédérale.
Pictet a été inhumé au cimetière de Plainpalais.

## Principales publications
Ses premières publications sont consacrées à l’entomologie comme ses Recherches pour servir à l'histoire et à l'anatomie des Phryganides (A. Cherbuliez, Genève, 1834) et les deux parties de l’Histoire naturelle, générale et particulière, des insectes névroptères (J. Kessmann, Genève, 1841) dans lesquelles il décrit plus de cent espèces d'insectes. Ressentant le besoin d’un manuel, il réalise le Traité élémentaire de paléontologie (4 volumes, 1844-1846). Dans cette première édition, Pictet, qui adopte l’hypothèse de la création d’une succession d’espèces, admet que certaines d’entre elles peuvent avoir pour origine la modification de formes préexistantes. Dans la seconde édition (1853-1857), il nuance sa position et affirme que la transformation probable de certaines espèces et montre l'indépendance de certains faunes, qui ne peuvent être issues de types communs.
À partir de 1846, Pictet-De la Rive se consacre presque entièrement à la paléontologie. Il se penche sur l’étude des fossiles en Suisse, plus spécialement ceux des couches du Crétacé et du Jurassique. Il commence à faire paraître en 1854, son grand ouvrage, Matériaux pour la paléontologie suisse, ou Recueil de monographies sur les fossiles du Jura et des Alpes qui paraît sous forme de fascicule en 1854 et dont la parution se poursuit jusqu’en 1873. Dans cette publication, Pictet-De la Rive est aidé par divers paléontologues comme Philippe de La Harpe, Eugène Renevier (1831-1906), Charles-Théophile Gaudin (1822-1866), Aloïs Humbert (1829-1887), Charles Louis Perceval de Loriol (1828-1908), Gustave Campiche (1809-1871), Auguste Jaccard (1833-1895). En l'espace de quelques années, une véritable École genevoise de paléontologie était née.

## Autres publications
- Description des mollusques fossiles qui se trouvent dans les grès verts des environs de Genève (imprimerie de J. G. Fick, Genève, 1847-1853).
- Traité de paléontologie, ou Histoire naturelle des animaux fossiles considérés dans leurs rapports zoologiques et géologiques (quatre volumes, J.-B. Baillière, Paris, 1853-1857).
- Nouvelles recherches sur les poissons fossiles du Mont Liban (Georg, Genève, 1866).
- Description des fossiles du terrain crétacé des environs de Sainte-Croix, Genève, Georg, 1867.